# Волости Владимирской губернии
Волости Владимирской губернии — список по волостному делении Владимирской губернии Российской империи в XIX — начала XX века.

## Волостное деление

### На 1913 год
Согласно книгам Календарь и памятная книжка Владимирской губернии на 1913 год. Владимир, 1912 и .
- Александровский уезд
  - Александровская волость — г. Александров
  - Андреевская волость — с. Андреевское
  - Андревско-Годуновская волость — с. Годуново
  - Ботовская волость — с. Ново-Воскресенское
  - Ерёминская волость — д. Еремино
  - Константиновская волость — с. Константиновское
  - Махринская волость — с. Махра
  - Нушпольская волость — с. Нушполы
  - Рогачёвская волость — с. Сватково
  - Тирибровская волость — д. Тириброво
- Владимирский уезд
  - Андреевская волость — с. Небылое
  - Боголюбовская волость — с. Боголюбово
  - Богословская волость — с. Богослово
  - Борисовская волость — с. Борисовское
  - Воршинская волость — с. Ворша
  - Давыдовская волость — с. Давыдово
  - Кочуковская волость — д. Кочуково
  - Кузнецовская волость — с. Бабаево
  - Лаптевская волость — с. Лаптево
  - Макарихинская волость — д. Макариха
  - Одерихинская волость — д. Березово
  - Оликовская волость — с. Оликово
  - Пенкинская волость — д. Пенкино
  - Петроковская волость — д. Петроково
  - Погребищенская волость — с. Погребищи
  - Подольская волость — д. Улыбышево
  - Слободская волость — с. Ямская Слобода
  - Ставровская волость — с. Ставрово
  - Стопинская волость — с. Калитеево
  - Ундольская волость — с. Ундол
  - Чековская волость — с. Чеково
  - Черкутинская волость — с. Черкутино
- Вязниковский уезд
  - Вареевская волость — с. Вареево
  - Груздевская волость — с. Груздево
  - Ждановская волость — Успенский Погост
  - Мстёрская волость — с. Мстёра
  - Мугреевская волость — с. Мугреево-Никольское
  - Нагуевская волость — с. Нагуево
  - Никологорская волость — с. Никологоры
  - Олтушевская волость — д. Илевники
  - Павловская волость — д. Чертково
  - Палеховская волость — с. Палех
  - Рыловская волость — д. Порзамка
  - Сарыевская волость — с. Сарыево
  - Станковская волость — с. Станки
  - Татаровская волость — с. Барское-Татарово
  - Холуйская волость — с. Холуй
- Гороховецкий уезд
  - Боровицкая волость — с. Боровицы
  - Гришинская волость — с. Гришино
  - Верхне-Ландеховская волость — с. Верхний Ландех
  - Кожинская волость — с. Кожино
  - Красносельская волость — с. Красное
  - Кромская волость — с. Кромы
  - Мордвинская волость — с. Мордвино
  - Мытская волость — с. Мыт
  - Мячковская волость — с. Мячково
  - Неверослободская волость — д. Хрычево
  - Нижне-Ландеховская волость — с. Нижний Ландех
  - Пестяковская волость — с. Пестяки
  - Святская волость — с. Свято
  - Сергиевская волость — с. Сергиевы-Горки
  - Степаньковская волость — с. Бабасово
  - Фоминская волость — с. Фоминки
- Ковровский уезд
  - Алексинская волость — с. Алексино
  - Берёзовская волость — с. Берёзовик
  - Быковская волость — с. Быково
  - Бельковская волость — с. Бельково
  - Великовская волость — с. Великово
  - Вознесенская волость — с. Вознесенье
  - Воскресенская волость — с. Воскресенское
  - Всегодическая волость — с. Большие Всегодичи
  - Зименковская волость — с. Зименки
  - Егорьевская волость — с. Егорий
  - Клюшниковская волость — д. Клюшниково
  - Лежневская волость — с. Лежнево
  - Малышевская волость — д. Малышево
  - Милюковская волость — с. Милюково
  - Осиповская волость — с. Осипово
  - Санниковская волость — с. Санниково
  - Филяндинская волость — с. Филяндино
  - Хотимльская волость — с. Хотимль
  - Чернцкая волость — с. Чернцы
  - Эдемская волость — с. Эдемское
- Меленковский уезд
  - Архангельская волость — с. Архангел
  - Бутылицкая волость — с. Бутылицы
  - Гусевская волость — с. Гусь-Верпутец
  - Давыдовская волость — с. Давыдово
  - Димитровско-Горская волость — с. Дмитриевы Горы
  - Досчатинская волость — с.Досчатое
  - Драчёвская волость — с. Драчёво
  - Заколпская волость — с. Заколпье
  - Крюковская волость — с. Крюково
  - Лавсинская волость — с. Лався
  - Лехтовская волость — с. Лехтово
  - Ляховская волость — с. Ляхи
  - Папулинская волость — с. Папулино
  - Тургеневская волость — с. Тургенево
  - Усадская волость — с. Усад
  - Черсевская волость — с. Черсево
  - Шиморская волость — с. Шиморское
  - Цикульская волость — с. Цикуль
- Муромский уезд
  - Арефинская волость — с. Арефино
  - Булатниковская волость — с. Булатниково
  - Варежская волость — с. Вареж
  - Дубровская волость — с. Дуброво
  - Загаринская волость — с. Большое Загарино
  - Казаковская волость — с. Казаково
  - Карачаровская волость — с. Карачарово
  - Клинская волость — с. Клин
  - Ковардицкая волость — с. Ковардицы
  - Липнинская волость — с. Липня
  - Монаковская волость — с. Монаково
  - Новокотлицкая волость — с. Новые Котлицы
  - Новосельская волость — с. Новосёлки
  - Поздняковская волость — с. Поздняково
  - Чаадаевская волость — с. Чаадаево
  - Яковецкая волость — с. Яковцево
- Покровский уезд
  - Аннинская волость — д. Новое Аннино (п. Новые Петушки)
  - Аргуновская волость — с. Аргуново
  - Воронцовская волость — д. Ларионово
  - Дубковская волость — с. Дубки
  - Жаровская волость — с. Жары
  - Жердевская волость — д. Желдыбино
  - Завалинская волость — с. Завалино
  - Копнинская волость — с. Копнино
  - Короваевская волость — с. Короваево
  - Коробовщинская волость — с. Коробовщина
  - Кудыкинская волость — д. Кудыкино
  - Липенская волость — д. Бармино
  - Лукьянцевская волость — д. Лукьянцево
  - Овчининская волость — с. Овчинино
  - Покров-Слободская волость — д. Слободка
  - Селищенская волость — д. Селищи
  - Филипповская волость — с. Филипповское
  - Финеевская волость — с. Финеево
  - Фуниково-Горская волость — д. Телешово
  - Яковлевская волость — с. Яковлево
- Судогодский уезд
  - Александровская волость — с. Александрово
  - Березниковская волость — д. Березники
  - Бережковская волость — д. Бережки
  - Больше-Григоровская волость — д. Большое Григорово
  - Воскресенская волость — с. Воскресенское
  - Даниловская волость — с. Спас-Чамерево
  - Ликинская волость — с. Ликино
  - Милиновская волость — с. Милиново
  - Моругинская волость — д. Арсамаки
  - Мошенская волость — с. Мошок
  - Смолинская волость — с. Смолино
  - Тучковская волость — с. Тучково
  - Ягодинская волость — с. Арефино
- Суздальский уезд
  - Бородинская волость — с. Бородино
  - Быковская волость — с. Лиховицы
  - Гавриловская волость — Гавриловский посад
  - Городищевская волость — с. Спасское-Городище
  - Кибергинская волость — с. Кибергино
  - Коварчинская волость — д. Полянки
  - Крапивновская волость — с. Крапивново
  - Нельшинская волость — с. Нельша
  - Петрово-Городищевская волость — с. Петрово-Городище
  - Румянцевская волость — с. Светиково
  - Сахтышская волость — с. Сахтыш
  - Теренеевская волость — с. Гнездилово
  - Торчинская волость — с. Торчино
  - Тумская волость — с. Тума
  - Яневская волость — с. Янёво
- Шуйский уезд
  - Авдотьинская волость — с. Авдотьино (ныне в черте города Иванова)
  - Алферьевская волость — с. Алферьево
  - Афанасьевская волость — с. Афанасьево
  - Васильевская волость — с. Васильевское
  - Горицкая волость — с. Горицы
  - Дуниловская волость — с. Дунилово
  - Елюнинская волость — с. Елюнино
  - Златоустовская волость — д. Дуброво
  - Ивановская волость — с. Преображенское (ныне в черте города Иванова)
  - Кохомская волость — с. Кохма
  - Кочневская волость — д. Буньково
  - Кулеберьевская волость — с. Кулеберьево
  - Миловская волость — с. Миловское
  - Пупковская волость — с. Пупки
  - Семёновская волость — д. Харитоново
  - Семёновско-Сарская волость — с. Тюгаево
  - Сергеевская волость — с. Сергеево
  - Тейковская волость — с. Тейково
  - Чечкино-Богородская волость — с. Чечкино-Богородское
  - Якиманская волость — с. Якиманка
- Юрьевский уезд
  - Аньковская волость — с. Аньково
  - Горкинская волость — с. Горки
  - Городищенская волость — с. Городищи
  - Глумовская волость — с. Бережок
  - Давыдовская волость — с. Ильинское
  - Есиплевская волость — с. Есиплево
  - Ильинская волость — с. Ильинское
  - Мирславская волость — с. Мирславль
  - Никульская волость — с. Никульское
  - Паршинская волость — с. Парша
  - Петровская волость — с. Петровское
  - Семьинская волость — с. Семьинское
  - Симская волость — с. Сима
  - Спасская волость — с. Спасское